# Oltre la realtà
Oltre la realtà è una serie televisiva canadese, andata in onda in due stagioni per un totale di 44 episodi, trasmessa in Italia su TMC tra il 1992 e il 1993.
In seguito è stata nuovamente programmata da varie emittenti locali italiane.

## Trama
La serie tratta argomenti di fantascienza, infatti in ogni episodio vengono presentati fenomeni paranormali e situazioni spesso paradossali.
Protagonisti sono Laura Wingate (Shari Belafonte) e J.J Stillman (Carl Marotte), due professori universitari che si interessano di parapsicologia. Quotidianamente si trovano ad affrontare e dover risolvere intricati casi soprannaturali (reincarnazioni, spiriti, alieni, porte spazio-temporali...).
Il canovaccio seguito è un po' quello della storica serie Ai confini della realtà, con la differenza che in Oltre la realtà vi sono alcuni personaggi fissi presenti in ogni episodio, mentre nella celebre Ai confini della realtà ogni puntata cambiava completamente cast ed ambientazione.

## Personaggi
- Laura Wingate (44 episodi, 1991-1993), interpretato da Shari Belafonte.
- J.J. Stillman (44 episodi, 1991-1992), interpretato da Carl Marotte.
- Celia Powell(22 episodi, 1991-1993), interpretato da Nicole de Boer.
- Brett Morris (2 episodi, 1992-1993), interpretato da David Nerman.
- Studente (2 episodi, 1992-1993), interpretato da Jennifer Martin.
- Dr. Holt (2 episodi, 1991-1992), interpretato da Ann-Marie MacDonald.
- Chief (2 episodi, 1991-1992), interpretato da Errol Slue.
- Mason Driscoll (2 episodi, 1992-1993), interpretato da Colm Feore.
- Tom (2 episodi, 1992-1993), interpretato da David Hewlett.
- Swami Raku (2 episodi, 1992-1993), interpretato da Elias Zarou.
- Miranda (2 episodi, 1992), interpretato da Ashleigh Ann Wood.

## Lista episodi
- Episodio 1: Il ponte
- Episodio 2: Attraverso lo specchio
- Episodio 3: Il sosia
- Episodio 4: Operatore di miracoli
- Episodio 5: Richiamo astrale
- Episodio 6: Ombre interiori
- Episodio 7: Echi del male
- Episodio 8: Il tunnel maledetto
- Episodio 9: Il freddo
- Episodio 10: Magia nera
- Episodio 11: Nemico di famiglia
- Episodio 12: Ospite indesiderato
- Episodio 13: L’istinto del lupo
- Episodio 14: Le colpe dei padri…
- Episodio 15: Incubo senza fine
- Episodio 16: Il signore delle tenebre
- Episodio 17: Il canto della sirena
- Episodio 18: Giustizia
- Episodio 19: Evocazione dagli avi
- Episodio 20: I colori della follia
- Episodio 21: Il teatro dell’assurdo
- Episodio 22: Il giudice del fuoco
- Episodio 23: La donna dei sogni
- Episodio 24: Crepuscolo
- Episodio 25: Danzando con uno sconosciuto
- Episodio 26: Lo strano caso del dottor Randolph
- Episodio 27: Precognizioni oniriche
- Episodio 28: Il ritratto di Edward Macastor
- Episodio 29: Corsa all’oro
- Episodio 30: Il demone delle fiamme
- Episodio 31: Mente di gruppo
- Episodio 32: Viaggio finale
- Episodio 33: Incubo 1125
- Episodio 34: Telepatia
- Episodio 35: Morte in diretta
- Episodio 36: Un mondo perfetto
- Episodio 37: La coppa dell’amore
- Episodio 38: Un antenato scomodo
- Episodio 39: Non ti scordar di me
- Episodio 40: La sfida
- Episodio 41: Fuga dal passato
- Episodio 42: La scatola
- Episodio 43: L’ultimo incontro
- Episodio 44: La setta del terrore